# ピンクサターン
ピンクサターンとは、1990年代半ばに活動していた日本の女性アイドルグループである。当時の所属事務所はスターダム。
当時、流行したハイレグやTバックの水着以上に過激である、Tフロントのコスチュームが話題を呼んだ。
これを、所属事務所の関係者は「パンチラを超えた『超パラ』である」と呼称した。3年ほどの活動でグループは解散。その後、新たなメンバーを加えて新ピンクサターンとして活動したが、ごく短期間で新グループも解散となった。

## メンバー
- 松原 理恵（まつばら りえ）

タモリ倶楽部のオープニング映像「お尻」オーディションに三井麻由理、佐々木洋子の三人で参加して、松原のみ採用された（このときは最終的に松原を含めて３人が採用される）。その後、引退。
- 三井 麻由理（みつい まゆり）

ピンクサターン解散後は「三井 優里（みつい ゆり）」に改名し、新ピンクサターンを結成してリーダーとなった。深夜番組への出演やヘアヌードを発表したが引退。
- 花井 リリ〔花井 理々〕（はない りり）

「花井 理々」の名前でグラビアアイドルとして活動。その後、ピンクサターンとしてデビューしたが、その直後に脱退。
- 佐々木 洋子（ささき ようこ）

花井の脱退後に加入。ピンクサターン解散後に引退。
- 名取 千津子（なとり ちづこ）

新ピンクサターンメンバー。「熱烈投稿」等の雑誌でグラビアアイドルとして活動していた。
- 江原 まみ（えはら まみ）

新ピンクサターンメンバー。

## 出演作品
- ぷるるん三銃士パイレンジャー（1994年1月28日、J.V.D.）
- SUPER Tフロント倶楽部 秋の大運動会編（メディアックス）
- SUPER Tフロント倶楽部 ビーチ・リゾート編（メディアックス）
- タモリ倶楽部（1994年2月4日、テレビ朝日）※お尻オーディション
- M10（テレビ朝日）
- スーパージョッキー（日本テレビ）
- ギルガメッシュないと（テレビ東京）
- 天使のU・B・U・G（1994年 - 1995年、フジテレビ）
- 今田・東野のCMコウジ園（1996年10月29日、日本テレビ）※ビックカメラCMオーディション

## エピソード
- テレビ番組に出演する際には、放送事故を防ぐために薄いタイツを着用している事があった。
- 所属事務所の社長は「前も後ろもギリギリで見せたい」としてハイレグとTバックを融合したTフロントの衣装でデビューさせた。これは現在の着エロアイドルの先駆けでもあった。
- 1994年に「ぷるるん三銃士 パイレンジャー」という作品に出演していたが、15年後の2009年には「爆乳戦隊パイレンジャー」というVシネマ作品が出てきた。